# 사랑하고 사랑받고, 차고 차이고
《사랑하고 사랑받고, 차고 차이고》(일본어: 思い、思われ、ふり、ふられ 오모이, 오모와레, 후리, 후라레[*])는 사키사카 이오에 의한 일본 만화이다. 《별책 마가렛》(슈에이샤) 2015년 7월호부터 2019년 6월호까지 연재되었다. 약칭은 후리후라(ふりふら)이다. 단행본은 총 12권이 발매되었다.
연애관 다른 여고생 2명을 주인공으로 그린 군 상극. 이야기는 주인공 여고생 외에 남자 고교생 2명을 섞어 전개하고 있다. 2017년 제41회 고단샤 만화상에 임명되었다. 이듬해 2018년 제63회 쇼가쿠칸 만화상 소녀를 위한 부문을 수상했다. 2020년 7월 기준으로 누계 발행 부수는 550만부를 돌파하고 있다.
미디어 믹스로 실사 영화가 2020년 8월 14일, 애니메이션 영화가 동년 9월 18일에 각각 공개되었다.

## 줄거리
낯가림이 심하고 다른 사람과 이야기하는 것이 서투르고, 자신에게 자신감을 가질 수 없는 이치하라 유나는 고등학교 진학을 계기로 이사하는 친구를 배웅하러 갔다 돌아오는 길에 어린 시절에 읽은 그림책에 나온 왕자님을 닮은 남자를 볼 수 있었다. 마찬가지로 떨어져 있는 친구를 배웅하러 와 있던 야마모토 아카리와 엉뚱한 일에서 만나 아카리가 같은 아파트에 이사 온 동급생이라는 것을 알게 된다.
순정 만화의 연애를 동경해 꿈을 꾸는 경향이 소극적인 유나와 밝고 적극적이고 현실적인 연애를 즐기는 아카리 두 사람은 정반대의 성격이지만, 이상하게 친해져 간다. 유나가 신경이 쓰이고 있던 ‘왕자님’이 아카리의 동생 리오임을 밝혀지고, 연애 경험이 없는 유나는 아카리를 향한 리오의 마음은 사랑이 아니라고 생각했지만 점점 자신이  리오를 좋아하는 것을 느낀다. (아카리와  리오는 재혼가정의 피가 섞이지 않은 남매였다.)아카리는 언니의 눈으로 볼 때 유나에게 리오를 추천할 수 없다고 말하지만, 유나의 인생 최초의 사랑을 응원하려고 결심한다. 아카리는 유나가  친하게 지내는 남자 소꿉 친구·이누이 카즈오미의 상냥하고 섬세함에 두근 두근하게 된다. 4명의 청춘이 시작된다. 

## 실사 영화
실사 영화는 2020년 8월 14일 개봉. 감독은 미키 타카히로. 무대는 고베로 설정되어 2019년 3월부터 4월에 걸쳐 효고현립 고베 고등학교 등에서 촬영이 이루어졌다. 개봉 첫날에는 TOHO 시네마즈 롯폰기 힐즈에서 무관객의 무대 인사가 실시된 전국 111극장에 생중계 되었다.

### 출연진
- 야마모토 아카리 - 하마베 미나미
- 야마모토 리오 - 키타무라 타쿠미
- 이치하라 유나 - 후쿠모토 리코
- 이누이 카즈오미 - 아카소 에이지
- 아가츠마 하루토 - 카미무라 카이세이
- 료세이 - 미후네 카이토
- 켄 소타 - 후루카와 유키
- 아카리의 어머니 - 토다 나호

### 스태프
- 원작 : 사키사카 이오 〈사랑하고 사랑받고, 차고 차이고〉 (슈에이샤 마가렛 코믹스 간)
- 감독·각본 : 미키 타카히로
- 각색 : 요나이야마 요코
- 음악 : 이토 고로
- 주제가 : 오피셜히게단디즘 〈115만 킬로미터의 필름 (115万キロのフィルム)〉 (LASTRUM Music Entertainment Inc.)
- 제작 : 이치카와 미나미
- 공동 제작 : 무라타 요시쿠니, 헤이지 요시히사, 호소노 요시로, 유미야 세이호, 키쿠가와 유우, 요시카와 에이사쿠, 모리타 케이, 와타나베 아키히토, 나가타 카츠미, 쿠니에다 신고, 아오이 히로시, 마에지마 히로시 아베 준이치, 다나카 유스케
- 이그제큐티브 프로듀서 : 야마우치 아키히로
- 기획·제작 : 우스이 히사시, 하루나 케이
- 프로듀서 : 카와다 나오히로, 키시다 하즈아키
- 촬영 : 야나기다 히로오
- 미술 : 야나이 쿄코
- 녹음 : 도요타 신이치
- 조명 : 미야오 코지
- 편집 : 반도 나오야
- 조감독 : 이노우에 유스케
- VFX 슈퍼 바이저 : 카마타 코우스케
- 프로덕션 감독 : 사토 타케시
- 스튜디오 협력 : 도에이 교토 촬영소
- 배급 : 도호
- 제작 프로덕션 : 도호 영화
- 제작 : 영화 《사랑하고 사랑받고 차고 차이고》 제작위원회 (도호, 하쿠호도 DY 음악 & 픽쳐스 , 슈에이샤, STARDUST HD., JR동일본 기획, 요미우리 TV 방송, 일본 출판 판매, KDDI, 로손 엔터테인먼트, 히카리 TV, 무빅, 마루이 그룹, TOKYO MX , 요미우리 신문, GYAO

## 애니메이션 영화
애니메이션 영화 제작은 A-1 Pictures. 당초, 실사 영화판에 앞서 2020년 5월 29일 개봉 예정이었지만, 신종 코로나 바이러스 감염 확대에 따라 같은 해 9월 18일로 연기되었다.
대한민국은 2021년 4월 8일에 공개되었다.

### 출연진
- 야마모토 아카리 - 한 메구미
- 이누이 카즈오미 - 사이토 소우마
- 야마모토 리오 - 시마자키 노부나가
- 이치하라 유나 - 스즈키 마리카
- 아가츠마 하루토 - 호리에 슌
- 유나의 어머니 - 이노우에 키쿠코
- 유나의 아버지 - 타나카 히데유키
- 리오의 어머니 - 히사카와 아야
- 리오의 아버지 - 이노우에 카즈히코
- 오카자키 - 사쿠라 아야네

### 스태프
- 원작 : 사키사카 이오 〈사랑하고 사랑받고, 차고 차이고〉 (슈에이샤 마가렛 코믹스 간)
- 감독 : 쿠로야나기 토시마사
- 각본 : 요시다 에리카
- 음악 : 노미 유지
- 주제가 : BUMP OF CHICKEN 〈Gravity〉 (TOY 'S FACTORY)
- 캐릭터 디자인 : 야마시타 히로시
- 미술 감독 : 힐라맨 유카
- 색채 설계 : 아베 나기사 [20]
- CG 디렉터 : 노마 유스케
- 촬영 감독 : 오카자키 마사하루
- 편집 : 미시마 아키노리
- 음향 감독 : 나가사키 유키오
- 제작 프로듀서 : 키요시 죠지
- 제작 : 이치카와 미나미, 오타 케이지
- 공동 제작 : 이와카미 아츠히로, 헤이지 요시히사, 키쿠카와 유우, 모리타 케이, 나가타 카츠미, 유미야 세이호, 와타나베 아키히토, 쿠니에다 신고, 무라타 요시쿠니, 요시카와 에이사쿠, 마에지마 히로시, 아베 쥰이치! 다나카 유스케, 아오이 히로시
- 기획 : 우에다 타이지, 우스이 히사시
- 제작자 : 다카하시 아키히토, 타카하시 아츠시
- 프로듀서 : 이토 준노스케
- 어소시에이트 프로듀서 : 후루하시 소우타
- 음악 프로듀서 : 코바야시 타케키
- 배급 : 도호
- 애니메이션 제작 : A-1 Pictures [20]
- 제작 : 애니메이션 영화 《사랑하고 사랑받고 차고 차이고》 제작위원회 (도호, 애니플렉스, 슈에이샤, 요미우리 TV 방송, KDDI, 히카리 TV, JR동일본 기획, 로손 엔터테인먼트, 무빅, 하쿠호도 DY 음악 & 픽쳐스, 일본 출판 판매, TOKYO MX, 요미우리 신문, GYAO, 마루이 그룹)

## 서적 정보

### 만화
사키사카 이오 〈사랑하고 사랑받고, 차고 차이고〉 슈에이샤 < 마가렛 코믹스 > 전 12권
- 1. 2015년 10월 13일 발매, ISBN  978-4-08-845467-2
  2. 2016년 2월 25일 발매, ISBN 978-4-08-845528-0
  3. 2016년 6월 24일 발매, ISBN 978-4-08-845596-9
  4. 2016년 10월 25일 발매, ISBN 978-4-08-845653-9
  5. 2017년 3월 24일 발매, ISBN 978-4-08-845732-1
  6. 2017년 8월 25일 발매, ISBN 978-4-08-845804-5
  7. 2017년 12월 25일 발매, ISBN 978-4-08-845868-7
  8. 2018년 4월 25일 발매, ISBN 978-4-08-844025-5
  9. 2018년 7월 25일 발매, ISBN 978-4-08-844066-8
  10. 2018년 10월 25일 발매, ISBN 978-4-08-844109-2
  11. 2019년 2월 25일 발매, ISBN 978-4-08-844172-6
  12. 2019년 6월 25일 발매, ISBN 978-4-08-844213-6

### 소설
출판사는 달리 명시되지 않은 슈에이샤.
- 사키사카 이오 (원작) / 아베 아키코 (저자) 실사 영화 노벨라이즈 《사랑하고 사랑받고, 차고 차이고》 <슈에이샤 오렌지 문고> 2020년 6월 19일 발매, ISBN 978-4-08- 680327-4

- 사키사카 이오 (원작) / 와노 마키미 (저자) 《사랑하고 사랑받고, 차고 차이고  만화 노벨 라이즈 특별편 ~유나의 첫사랑과 리오의 비밀~》 <슈에이샤 미라이 문고> 2020년 7월 17일 발매, ISBN 978-4-08-321593-3

- 사키사카 이오 (원작) / 와노 미키미 (저자) / 요나이야마 요코·미키 타카히로 (감수) 《사랑하고 사랑받고, 차고 차이고》 영화 노벨라이즈 미라이 문고판 <슈에이샤 미라이 문고> 2020년 7월 31일 발매, ISBN 978-4-08-321596-4

### 일러스트
- 《사랑하고 사랑받고, 차고 차이고 필름과 일러스트레이션》 2020년 7월 22일 발매, ISBN 978-4-08-792065-9